# كأس تونس 1982–83
كأس تونس لكرة القدم 1982-1983 هو الموسم رقم 27 منذ الاستقلال وال52 منذ إنشائه من كأس تونس لكرة القدم.

فاز بهذا الموسم النجم الرياضي الساحلي، وجاء ثانيا المستقبل الرياضي بالمرسى.

## روابط خارجية
- الموقع الرسمي للجامعة التونسية لكرة القدم.